# Vilanova de Meyá
Vilanova de Meyá (en catalán: Vilanova de Meià) es un municipio español de la comarca de la  Noguera, en la provincia de Lérida, situado al norte de la comarca y en el límite con la del Pallars Jussá. 

## Geografía humana

### Demografía
| Gráfica de evolución demográfica de Baronía de la Vansa entre 1842 y 1920 |
| |
| Población de derecho según los censos de población del INE Población de hecho según los censos de población del INEEn este censo se denominaba Boada, Llansas y Forrach: 1842 En este censo se denominaba Baronía de la Bansa: 1857 Entre el censo de 1857 y el anterior, crece el término del municipio porque incorpora a 255030 (Argentera) y a 255178 (Garsola) Entre el censo de 1930 y el anterior, este municipio desaparece porque se integra en el municipio 25250 (Vilanova de Meyá) |

Cuenta con una población de 466 habitantes (INE 2024).
| Gráfica de evolución demográfica de Vilanova de Meyá entre 1842 y 2021 |
| |
| Población de derecho según los censos de población del INE Población de hecho según los censos de población del INEEn estos censos se denominaba Vilanova de Meyá: 1842, 1857, 1860, 1877, 1887, 1897, 1900, 1910, 1920, 1930, 1940, 1950, 1960, 1970 y 1981 Entre el censo de 1930 y el anterior, crece el término del municipio porque incorpora a 25521 (Baronía de la Vansa), 25573 (Santa María de Meyá) |

| 1900 | 1930 | 1950 | 1970 | 1981 | 1986 |
| ---- | ---- | ---- | ---- | ---- | ---- |
| 1690 | 1303 | 1116 | 1345 | 531  | 523  |

## Economía
Agricultura, ganadería e industria agropecuaria.

## Historia

### Prehistoria
Las muestras más antiguas de la presencia humana corresponden a las pinturas rupestres prehistóricas de la Cova del Cogulló.Descubiertas por los arqueólogos ilerdenses Joan Ramon González y Josep Ignasi Rodríguez, en 1982, se trata de formas abstractas del llamado Arte esquemático que responden a acciones del mundo creencial de los grupos neolíticos (6.500-3.500 años antes del presente). Declaradas Patrimonio Mundial por la UNESCO desde 1998, carecen, como el 88,45% del arte rupestre prehistórico de tierras de Lérida, de algún tipo de protección lo que supone un constante peligro para esta excepcional y olvidada muestra del intelecto humano. Fuentes: Associació Catalana d´Art Prehistòric .

## Lugares de interés
- Ruinas del antiguo núcleo medieval de Meyá.
- Iglesia de San Salvador, de estilo románico, acoge una talla gótica de la Virgen del Puig de Meyá.
- Santuario de la Virgen del Puig de Meyá.
- Iglesia de la Virgen del Remedio, de estilo románico, en Argentera.
- Iglesia de Santa María de Meyá, de estilo barroco.
- Dolmen de la Lloella del Llop, en Santa María de Meyá.